# (8454) Micheleferrero
(8454) Micheleferrero est un astéroïde de la ceinture principale.

## Description
(8454) Micheleferrero est un astéroïde de la ceinture principale. Il fut découvert le 5 mars 1981 à La Silla par Henri Debehogne et Giovanni de Sanctis. Il présente une orbite caractérisée par un demi-grand axe de 2,61 UA, une excentricité de 0,07 et une inclinaison de 3,6° par rapport à l'écliptique.

## Compléments